# Даница Симшич
Даница Симшич (Љубљана, ФНРЈ, 22. фебруар 1955) је словеначка новинарка и политичарка.
Своју каријеру је започела као спикер, репортер и уредник вести на Радио-телевизији Словенији. Постаје препознатљива као ТВ водитељка дневника. Након независности Републике Словеније почела је да се бави политиком.
Године 1992. изабрана је за првог председника Народне скупштине Републике Словеније, у коме док је имала мандат члан следећих радних група:
- Комисија о питањима инвалидитетом (председавајући);
- Комисија за политику жена (потпредседник);
- Мандат и имунитетска комисија (до 6. октобра 1994);
- Комисија за изборе, именовања и администрацију (24. новембар 1994);
- Комисија за националне заједнице;
- Одбор за пољопривреду и шумарство;
- Одбор за здравство, рад и социјалну политику;
- Одбор за праћење спровођења Резолуције о Смерницама националне безбедности Републике Словеније и
- Комисија за истраживање послератних расправа о масакру, сумњиве и правне процесе и друге такве аномалије.

Од 2002. до 2006. године била је жупан општине Љубљана.